# Neja
Neja (russisch Нея) ist eine kleine Stadt mit 9827 Einwohnern (Stand 14. Oktober 2010) in Russland in der Oblast Kostroma am gleichnamigen Fluss. Sie liegt 237 km nordöstlich der Gebietshauptstadt Kostroma. Nächstgelegene Stadt ist Makarjew, das rund 50 km von Neja entfernt ist.

## Geschichte
Erste Siedlungen nahe der heutigen Stadt gab es nachweislich schon Anfang des 16. Jahrhunderts. Für das Hydronym Neja wird ein finno-ugrischer Ursprung aus der Zeit vor dem 9. Jahrhundert vermutet. Spätestens ab Mitte des 16. Jahrhunderts verlief durch die Neja-Gegend ein Handelsweg, der rundherum Ansiedelungen begünstigte.
Anfang des 20. Jahrhunderts, in der Zeit des intensiven Eisenbahnbaus im Russischen Reich, wurde die Strecke Wologda–Wjatka verlegt, die heute zu einem Abschnitt des europäischen Teils der Transsibirischen Magistrale gehört. Dabei wurde im Jahre 1906 nahe dem Fluss Neja eine kleine Station errichtet. Die nunmehr günstige Verkehrsanbindung begünstigte den Handel in diesem Bereich. Bereits 1905 eröffnete ein englischer Unternehmer in der Nähe der Station eine Holzfabrik. Im Laufe der nächsten Jahrzehnte wurde aus der Stationssiedlung ein über 1000 Einwohner zählender Ort.
1929 wurde der Rajon Neja gebildet und die Siedlung Neja zu dessen Verwaltungszentrum erklärt. 1958 erhielt sie dann den Stadtstatus.

### Bevölkerungsentwicklung
| Jahr | Einwohner |
| ---- | --------- |
| 1939 | 8.901     |
| 1959 | 13.446    |
| 1970 | 14.416    |
| 1979 | 12.676    |
| 1989 | 13.291    |
| 2002 | 11.506    |
| 2010 | 9.827     |

Anmerkung: Volkszählungsdaten

## Wirtschaft und Verkehr
Neja ist nach wie vor ein Zentrum der Forstwirtschaft und der Holzverarbeitung mit mehreren Sägewerken. Ansonsten gibt es in der Stadt nur Textil- und Nahrungsmittelindustrie. Während Neja keine direkten Schnellstraßenverbindungen mit anderen Städten hat, ist es an die Transsibirische Eisenbahn angebunden und hat dort einen Bahnhof, an dem auch Fernzüge halten.